# Русское нефтепромышленное общество
Русское нефтепромышленное общество (РУНО) — российское акционерное общество, основанное в 1896 году в Петербурге и владевшее предприятиями в районе Баку: нефтяными промыслами близ Балаханов и Сабунчей и керосиновым заводом в Чёрном городе.
Правление находилось Захарьевской улице, д. 10 и включало в себя председателя Г. М. Лианозова, а также его сына С. Г. Лианозова, К. А. Скальковского, М. И. Лазарева и П. С. Чистякова. Позднее председателем правления стал Г. П. Эклунд, а директором-распорядителем — С. Г. Лианозов.
Основной капитал в 1903 году составлял 3,4 млн руб., в 1909 году был уменьшен до 0,6 млн руб. (5 прежних акций были обменяны на одну новую), дополнительно были выпущены новые акции на 1,5 млн руб., в 1913 году составил 2,1 млн руб. Стоимость одной акции — 250 руб. Дивиденд — 50 %, с началом Первой мировой войны сократился почти в 2 раза.